# بازی (فیلم ۲۰۰۸)
بازی (به بنگالی: Khela) فیلمی محصول سال ۲۰۰۸ و به کارگردانی ریتوپارنو گوش است. در این فیلم بازیگرانی همچون پروسنجیت چاترجی، مانیشا کویرالا، رایما سن، آکشانل دات موکرجی و روپا گانگولی ایفای نقش کرده‌اند.